# 리버지주

리버지주

리버지주(영어: River Gee County)는 라이베리아 남부에 위치한 주로 주도는 피시타운이며 면적은 5,113km2, 인구는 66,789명(2008년 인구 조사 기준), 인구 밀도는 13.2명/km2이다. 서쪽으로는 시노에주, 북쪽으로는 그랜드게데주, 남쪽으로는 그랜드크루주, 메릴랜드주와 접하며 동쪽으로는 코트디부아르와 국경을 접한다. 2000년 5월 그랜드게데주에서 분리되어 신설되었으며 10개 구를 관할한다.